# Michael Lambert (snowboard)
Pour les articles homonymes, voir Michael Lambert et Lambert.
Michael Lambert, né le 25 juin 1986 à Toronto, est un snowboardeur canadien spécialisé dans les épreuves de slalom et slalom géant. 
Au cours de sa carrière, il dispute les Jeux olympiques d'hiver de 2010 dans lesquels il termine douzième en slalom géant. Il a participé à trois mondiaux dont sa meilleure performance est une huitième place en slalom géant en 2009 à Gangwon, enfin en coupe du monde il est monté à deux reprises sur un podium dont une victoire le 17 janvier 2010 au Nendaz. Auparavant, il a été vice-champion du monde junior de slalom géant en 2006.

## Palmarès

### Jeux olympiques d'hiver
| Édition/Discipline              | Slalom géant |
| Jeux olympiques d'hiver de 2010 | 12e          |

### Championnats du monde
| Édition/Discipline | Slalom | Slalom géant |
| Mondiaux 2007      | 24e    | 44e          |
| Mondiaux 2009      | 35e    | 8e           |
| Mondiaux 2011      | 12e    | 30e          |

### Coupe du monde
- Meilleur classement général : 9e en 2010.
- Meilleur classement en parallèle : 5e en 2010.
- 2 podiums dont 1 victoire en slalom géant.